# Татарское Муллино
Тата́рское Му́ллино (тат. Татар Мулла Иле) — деревня  в Алькеевском районе Республики Татарстан, в составе Староалпаровского сельского поселения.

## География
Высота над уровнем моря — 116 м.

## История
В «Списке населенных мест по сведениям 1859 года», изданном в 1866 году, населённый пункт упомянут как казённая деревня Татарское Муллино 2-го стана Спасского уезда Казанской губернии. Располагалась при речке Елшанке, по правую сторону просёлочного тракта в село Билярск, в 53 верстах от уездного города Спасска и в 13 верстах от становой квартиры в казённой деревне Матаки Базарные). В деревне в 69 дворах жили 448 человек (226 мужчин и 222 женщины). Была мечеть.

## Население
Численность населения по годам.
| 1782 | 1859 | 1897 | 1908 | 1920 | 1926 | 1938 |
| ---- | ---- | ---- | ---- | ---- | ---- | ---- |
| 161  | ↗485 | ↗688 | ↗732 | ↗854 | ↘713 | ↘520 |
| 1949 | 1958 | 1970 | 1979 | 1989 | 2002 | 2010 |
| ↘499 | ↘363 | ↗447 | ↘350 | ↘202 | ↘148 | ↘115 |
| 2015 |      |      |      |      |      |      |
| ↘97  |      |      |      |      |      |      |

Национальный состав села: татары.